# Harry Ellis Wooldridge

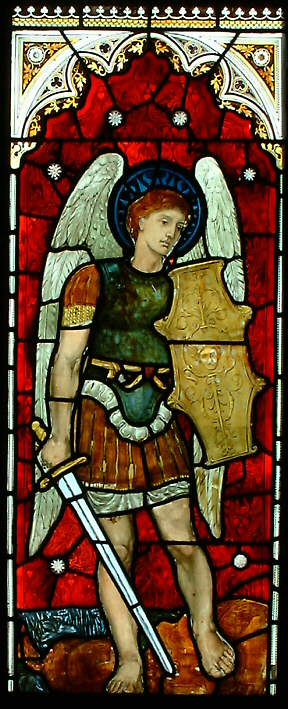
St Michael (1876)

Harry Ellis Woodridge, född 28 mars 1845 i Winchester, död 13 februari 1917, var en brittisk konstnär samt konst- och musikvetare.
Wooldridge började som målare och var elev vid Royal Academy of Arts, men övergav måleriet 1894 och anställdes året därpå som professor i de sköna konsterna vid University of Oxford, där han uteslutande föreläste över målerikonsten.
Från omkring 1890 hade Wooldridge även ivrigt bedrivit musikologiska studier och han kom att skriva en rad högt skattade musikhistoriska verk, däribland en omarbetning av William Chappells Popular Music of Olden time (Old English Popular Music, 1893), vidare publikationer av gammal engelsk flerstämmig musik (Early English Harmony, 1896). Han var medredaktör vid utgivningen av Henry Purcells samlade verk; hans mest kända arbete är dock de två första banden (1901–05) av det store musikhistoriska verket The Oxford History of Music, i vilket han skrev om musikens historia till 1600.